# بخش‌های دپارتمان استان الپ-دو-اوت
بخش‌های دپارتمان استان الپ-دو-اوت (انگلیسی: Arrondissements of the Alpes-de-Haute-Provence department) شامل ۴ بخش به شرح زیر است:
1. بخش بارسلونت با ۱۴ کمون (فرانسه) و جمعیت ۸ هزار نفر در سال ۲۰۱۳ می‌باشد.
2. بخش کستلان با ۴۱ کمون (فرانسه) و جمعیت ۹ هزار نفر در سال ۲۰۱۳ می‌باشد.
3. بخش دینی-له-بن با ۴۶ کمون (فرانسه) و جمعیت ۵۵ هزار نفر در سال ۲۰۱۳ می‌باشد.
4. بخش فورکلکیه با ۹۷ کمون (فرانسه) و جمعیت ۸۸ هزار نفر در سال ۲۰۱۳ می‌باشد.